# 工藤健
工藤 健（くどう けん、1940年9月12日 - ）は、日本の実業家。元セブン-イレブン・ジャパン代表取締役社長。

## 人物・経歴
大分県杵築市出身。大分県立四日市高等学校（現大分県立宇佐高等学校）を経て、東北大学法学部卒業後、いすゞ自動車入社。ミサワホームを経て、1976年ヨークセブン入社。1981年セブン-イレブン・ジャパン取締役オペレーション本部ゾーンマネジャー。1986年セブン-イレブン・ジャパン取締役商品部長。1989年セブン-イレブン・ジャパン常務取締役商品本部長。1994年セブン-イレブン・ジャパン専務取締役商品本部長。1997年セブン-イレブン・ジャパン代表取締役社長。2002年セブン-イレブン・ジャパン取締役副会長。